# Jessica Simpson Collection
Jessica Simpson Collection es una línea de ropa y otros artículos para las mujeres y los jóvenes. Además de la ropa, la marca también incluye bolsos, gafas de sol, accesorios, joyería, zapatos y perfumes. La marca se lanzó inicialmente en 2005 como una colaboración con zapatos Nine West Camuto cofundador de Vince. Debido al éxito que siguió, Simpson comenzó a agregar a, lo que resultó en la corriente de la marca 22 licencias diferentes. 
En diciembre de 2010, la marca se realiza en 650 centros comerciales en los Estados Unidos, incluyendo Macy, Dillard es, y Belk. La colección ganó $ 750 millones en 2010, por lo que es la celebridad más vendidos imperio ropa. Actualmente la marca se proyecta para romper $ 1000 millones, lo que haría que la línea de primera celebridad ropa propiedad de la historia en ganar $ 1 mil millones en ventas anuales. Simpson le dijo a la revista New York en febrero de 2011, la razón de que su marca es tan exitosa es porque "lo que se refiere a las marcas de otras celebridades, creo que muchas personas hacen un gran trabajo, pero no puede ser todo acerca de ellos.